# Eduardo Ermita

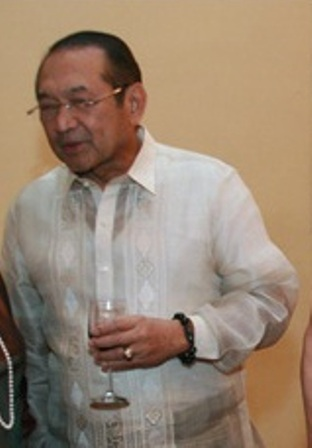
Eduardo Ermita

Eduardo Ramos Ermita (* 13. Juli 1935 in Balayan, Provinz Batangas, Philippinen) ist ein philippinischer ehemaliger General und Politiker.

## Biografie
Nach der Schulausbildung am Immaculate Conception College, die er 1952 beendete, trat er in den Dienst der Streitkräfte (Armed Forces of the Philippines, AFP) und war dort 1957 Ansolvent der Militärakademie (Philippine Military Academy), an dem er einen Bachelor of Science (B.Sc.) erwarb. Im Laufe seiner militärischen Laufbahn war er Absolvent mehrerer militärischer Ausbildungsprogramme im Fort Bonifacio, am US Army Infantry Center in Fort Benning, Georgia, an der Naval Postgraduate School in Monterey (Kalifornien) sowie im Fort Bragg (North Carolina). Zwischen 1961 und 1962 war er selbst Instrukteur an der Philippine Military Academy.
Von 1976 bis 1985 war er Leitender Assistent im Büro des Unterstaatssekretärs für Nationale Verteidigung. Im Anschluss war er Kommandierender General der Zivileinheiten der AFP und dann von 1986 bis 1988 Stellvertretender Chef des Stabes der AFP. In dieser Zeit war er auch Präsident der Ehemaligenvereinigung der Militärakademie (Philippine Military Academy Alumni Association).
Nach seinem Ausscheiden aus dem aktiven Militärdienst war er von 1988 bis 1992 selbst Unterstaatssekretär im Verteidigungsministerium (Department of National Defense).
1992 begann er schließlich seine politische Laufbahn mit der Wahl zum Abgeordneten des Repräsentantenhauses der Philippinen. In diesem vertrat er als Mitglied der Lakas CMD (Lakas-Kabalikat ng Malayang Pilipino-Christian Muslim Democrats) bis 2001 den Wahlbezirk I (1st District) der Provinz Batangas. Nachfolgerin als Abgeordnete in diesem Wahlkreis wurde 2001 seine Tochter Elenita Ermita-Buhain, die den Sitz bis 2007 innehatte.
Zeitweise war er Vorsitzender der LAKAS-National Union of Christian Democrats (LAKAS-NUCD) in der Provinz Batangas sowie in der Region IV (CALABARZON).
2003 wurde er als Minister für Nationale Verteidigung von Präsidentin Gloria Macapagal-Arroyo in ihr Kabinett. Nach einer Regierungsumbildung wurde er am 18. August 2004 als Nachfolger des zum Außenminister ernannten Alberto Romulo in das Amt des einflussreichen Exekutivsekretär (Executive Secretary) berufen, der als ranghöchstes Regierungsmitglied Leiter des Kabinetts ist.
Eduardo Ermita ist außerdem auch Präsident des Philippinischen Verbandes für Golfsport (National Golf Association of the Philippines).